# Kristoffer Ajer
Kristoffer Vassbakk Ajer (Rælingen, 17 aprile 1998) è un calciatore norvegese, difensore del Brentford e della nazionale norvegese.

## Caratteristiche tecniche
Ajer è un difensore centrale che all'occorrenza può essere impiegato anche da centrocampista. Dotato di una stazza importante, è bravo sia in fase difensiva che in quella di costruzione di gioco. È un calciatore di personalità, in possesso di un buon senso della posizione ed in grado di dettare i tempi della manovra.

## Carriera

### Club
Cresciuto nelle giovanili del Rælingen, Ajer è poi entrato in quelle del Lillestrøm. Il giocatore è stato aggregato in prima squadra a partire dal campionato 2014, senza però disputare alcun incontro ufficiale.

#### Start
Il 22 maggio 2014, lo Start ha reso noto d'aver ingaggiato Ajer a titolo definitivo, con il calciatore che sarebbe stato a disposizione a partire dalla riapertura del calciomercato locale. Ha esordito in Eliteserien il 19 luglio dello stesso anno, subentrando a Fernando Paniagua nel successo casalingo per 2-1 sul Bodø/Glimt. Il 28 settembre successivo ha trovato la prima rete, con cui ha contribuito al successo per 3-1 sul Sarpsborg 08.
A novembre 2014, terminata la stagione in Norvegia, è stato aggregato alla formazione Primavera della Roma per sostenere un provino. Il trasferimento non si è però concretizzato ed Ajer ha fatto ritorno allo Start. Nel campionato 2015 ha messo a referto 8 reti ed ha contribuito alla salvezza dello Start, arrivata attraverso le qualificazioni all'Eliteserien, con la squadra che ha avuto la meglio nel doppio confronto con il Jerv. In virtù delle sue prestazioni, è stato candidato per il premio di miglior giovane del campionato, andato poi ad Iver Fossum. Il 3 dicembre 2015 ha prolungato il contratto che lo legava allo Start.
Ajer è rimasto in forza allo Start fino al mese di maggio 2016, totalizzando 61 presenze e 14 reti tra tutte le competizioni.

#### Celtic e prestito al Kilmarnock
A gennaio 2016, Ajer si è allenato con gli scozzesi del Celtic, nell'ottica di un possibile trasferimento. Il 17 febbraio successivo è stato reso noto quindi il suo passaggio in squadra, con il giocatore che si sarebbe aggregato ai compagni alla riapertura del calciomercato in estate: Ajer ha firmato un contratto quadriennale. Il 20 luglio ha effettuato il proprio debutto, subentrando a Kieran Tierney nel successo per 3-0 sui Lincoln Red Imps, sfida valida per il ritorno del secondo turno di qualificazione alla Champions League 2016-2017.
Il 20 gennaio 2017, il Kilmarnock ha reso noto d'aver ingaggiato Ajer dal Celtic, con la formula del prestito fino al termine della stagione. Il 28 gennaio ha avuto così l'opportunità di esordire nella massima divisione scozzese, schierato titolare nella vittoria per 3-2 sul Ross County. Ha totalizzato 17 presenze in squadra, nel corso di questa porzione di stagione.
Il 14 maggio 2018 prolunga con i Bhoys fino al 2022.

#### Brentford
Il 21 luglio 2021 viene acquistato dal Brentford.

### Nazionale
Ajer ha rappresentato la Norvegia a livello Under-15, Under-16, Under-17, Under-18, Under-19 e Under-21. Per quanto concerne quest'ultima selezione, ha ricevuto la prima convocazione dal commissario tecnico Leif Gunnar Smerud in data 30 maggio 2017 in vista della sfida contro il Kosovo under 21 del successivo 12 giugno, valida per le qualificazioni al campionato europeo 2019. È stato impiegato da titolare in questo incontro, in cui ha trovato anche una rete attraverso cui ha contribuito al successo della sua squadra per 5-0. Il risultato è stato poi rovesciato in una sconfitta a tavolino dall'UEFA, poiché proprio Ajer è stato utilizzato in questa partita mentre doveva scontare una giornata di squalifica rimediata precedentemente in Under-19.
Il 13 marzo 2018 è stato convocato per la prima volta in nazionale maggiore, in vista delle partite amichevoli contro Australia ed Albania, previste per i successivi 23 e 26 marzo. Ha esordito 10 giorni dopo giocando titolare nella vittoria per 4-1 sulla selezione australiana.
Il 7 settembre 2023 realizza il suo primo gol per la Norvegia nell'amichevole vinta 6-0 contro la Giordania.

## Statistiche

### Presenze e reti nei club
Statistiche aggiornate al 15 marzo 2025.
| Stagione         | Club             | Campionato       | Campionato | Campionato | Coppe nazionali | Coppe nazionali | Coppe nazionali | Coppe continentali | Coppe continentali | Coppe continentali | Supercoppe | Supercoppe | Supercoppe | Totale | Totale |
| Stagione         | Club             | Comp             | Pres       | Reti       | Comp            | Pres            | Reti            | Comp               | Pres               | Reti               | Comp       | Pres       | Reti       | Pres   | Reti   |
| ---------------- | ---------------- | ---------------- | ---------- | ---------- | --------------- | --------------- | --------------- | ------------------ | ------------------ | ------------------ | ---------- | ---------- | ---------- | ------ | ------ |
| 2014             | Start            | ES               | 13         | 1          | CN              | -               | -               | -                  | -                  | -                  | -          | -          | -          | 13     | 1      |
| 2015             | Start            | ES               | 32         | 8          | CN              | 2               | 4               | -                  | -                  | -                  | -          | -          | -          | 34     | 12     |
| 2016             | Start            | ES               | 11         | 0          | CN              | 3               | 1               | -                  | -                  | -                  | -          | -          | -          | 14     | 1      |
| Totale Start     | Totale Start     | Totale Start     | 56         | 9          |                 | 5               | 5               |                    | -                  | -                  |            | -          | -          | 61     | 14     |
| 2016-gen. 2017   | Celtic           | SP               | 0          | 0          | CS+CdL          | 0               | 0               | UCL                | 1                  | 0                  | -          | -          | -          | 1      | 0      |
| gen.-giu. 2017   | Kilmarnock       | SP               | 16         | 0          | CS+CdL          | 1+0             | 0+0             | -                  | -                  | -                  | -          | -          | -          | 17     | 0      |
| 2017-2018        | Celtic           | SP               | 24         | 0          | CS+CdL          | 5+1             | 0               | UCL+UEL            | 2+2                | 0                  | -          | -          | -          | 33     | 0      |
| 2018-2019        | Celtic           | SP               | 28         | 0          | CS+CdL          | 4+3             | 0               | UCL+UEL            | 4+6                | 0                  | -          | -          | -          | 45     | 0      |
| 2019-2020        | Celtic           | SP               | 27         | 3          | CS+CdL          | 3+4             | 0               | UCL+UEL            | 5+10               | 1+0                | -          | -          | -          | 49     | 4      |
| 2020-2021        | Celtic           | SP               | 35         | 2          | SC+CdL          | 1+2             | 0               | UCL+UEL            | 1                  | 1+7                | -          | -          | -          | 47     | 2      |
| Totale Celtic    | Totale Celtic    | Totale Celtic    | 117        | 5          |                 | 23              | 0               |                    | 39                 | 1                  |            | -          | -          | 176    | 6      |
| 2021-2022        | Brentford        | PL               | 24         | 1          | FACup+CdL       | 2+2             | 0               | -                  | -                  | -                  | -          | -          | -          | 28     | 1      |
| 2022-2023        | Brentford        | PL               | 9          | 0          | FACup+CdL       | 1+0             | 0               | -                  | -                  | -                  | -          | -          | -          | 10     | 0      |
| 2023-2024        | Brentford        | PL               | 28         | 2          | FACup+CdL       | 1+2             | 0               | -                  | -                  | -                  | -          | -          | -          | 31     | 2      |
| 2024-2025        | Brentford        | PL               | 16         | 0          | FACup+CdL       | 0+1             | 0               | -                  | -                  | -                  | -          | -          | -          | 17     | 1      |
| Totale Brentford | Totale Brentford | Totale Brentford | 77         | 3          |                 | 9               | 0               |                    | -                  | -                  |            | -          | -          | 86     | 3      |
| Totale carriera  | Totale carriera  | Totale carriera  | 263        | 17         |                 | 38              | 5               |                    | 39                 | 1                  |            | -          | -          | 344    | 23     |

### Cronologia presenze e reti in nazionale
| Cronologia completa delle presenze e delle reti in nazionale ― Norvegia | Cronologia completa delle presenze e delle reti in nazionale ― Norvegia | Cronologia completa delle presenze e delle reti in nazionale ― Norvegia | Cronologia completa delle presenze e delle reti in nazionale ― Norvegia | Cronologia completa delle presenze e delle reti in nazionale ― Norvegia | Cronologia completa delle presenze e delle reti in nazionale ― Norvegia | Cronologia completa delle presenze e delle reti in nazionale ― Norvegia | Cronologia completa delle presenze e delle reti in nazionale ― Norvegia |
| Data                                                                    | Città                                                                   | In casa                                                                 | Risultato                                                               | Ospiti                                                                  | Competizione                                                            | Reti                                                                    | Note                                                                    |
| ----------------------------------------------------------------------- | ----------------------------------------------------------------------- | ----------------------------------------------------------------------- | ----------------------------------------------------------------------- | ----------------------------------------------------------------------- | ----------------------------------------------------------------------- | ----------------------------------------------------------------------- | ----------------------------------------------------------------------- |
| 23-3-2018                                                               | Oslo                                                                    | Norvegia                                                                | 4 – 1                                                                   | Australia                                                               | Amichevole                                                              | -                                                                       |                                                                         |
| 26-3-2018                                                               | Elbasan                                                                 | Albania                                                                 | 0 – 1                                                                   | Norvegia                                                                | Amichevole                                                              | -                                                                       |                                                                         |
| 2-6-2018                                                                | Reykjavík                                                               | Islanda                                                                 | 2 – 3                                                                   | Norvegia                                                                | Amichevole                                                              | -                                                                       |                                                                         |
| 6-6-2018                                                                | Oslo                                                                    | Norvegia                                                                | 1 – 0                                                                   | Panama                                                                  | Amichevole                                                              | -                                                                       | 31’                                                                     |
| 6-9-2018                                                                | Oslo                                                                    | Norvegia                                                                | 2 – 0                                                                   | Cipro                                                                   | UEFA Nations League 2018-2019 - 1º turno                                | -                                                                       |                                                                         |
| 9-9-2018                                                                | Sofia                                                                   | Bulgaria                                                                | 1 – 0                                                                   | Norvegia                                                                | UEFA Nations League 2018-2019 - 1º turno                                | -                                                                       |                                                                         |
| 23-3-2019                                                               | Valencia                                                                | Spagna                                                                  | 2 – 1                                                                   | Norvegia                                                                | Qual. Euro 2020                                                         | -                                                                       | 35’                                                                     |
| 26-3-2019                                                               | Oslo                                                                    | Norvegia                                                                | 3 – 3                                                                   | Svezia                                                                  | Qual. Euro 2020                                                         | -                                                                       | 69’                                                                     |
| 7-6-2019                                                                | Oslo                                                                    | Norvegia                                                                | 2 – 2                                                                   | Romania                                                                 | Qual. Euro 2020                                                         | -                                                                       |                                                                         |
| 10-6-2019                                                               | Tórshavn                                                                | Fær Øer                                                                 | 0 – 2                                                                   | Norvegia                                                                | Qual. Euro 2020                                                         | -                                                                       |                                                                         |
| 12-10-2019                                                              | Oslo                                                                    | Norvegia                                                                | 1 – 1                                                                   | Spagna                                                                  | Qual. Euro 2020                                                         | -                                                                       |                                                                         |
| 15-10-2019                                                              | Bucarest                                                                | Romania                                                                 | 1 – 1                                                                   | Norvegia                                                                | Qual. Euro 2020                                                         | -                                                                       |                                                                         |
| 15-11-2019                                                              | Oslo                                                                    | Norvegia                                                                | 4 – 0                                                                   | Fær Øer                                                                 | Qual. Euro 2020                                                         | -                                                                       |                                                                         |
| 18-11-2019                                                              | Ta' Qali                                                                | Malta                                                                   | 1 – 2                                                                   | Norvegia                                                                | Qual. Euro 2020                                                         | -                                                                       |                                                                         |
| 4-9-2020                                                                | Oslo                                                                    | Norvegia                                                                | 1 – 2                                                                   | Austria                                                                 | UEFA Nations League 2020-2021 - 1º turno                                | -                                                                       |                                                                         |
| 7-9-2020                                                                | Belfast                                                                 | Irlanda del Nord                                                        | 1 – 5                                                                   | Norvegia                                                                | UEFA Nations League 2020-2021 - 1º turno                                | -                                                                       |                                                                         |
| 8-10-2020                                                               | Oslo                                                                    | Norvegia                                                                | 1 – 2 dts                                                               | Serbia                                                                  | Qual. Euro 2020                                                         | -                                                                       |                                                                         |
| 11-10-2020                                                              | Oslo                                                                    | Norvegia                                                                | 4 – 0                                                                   | Romania                                                                 | UEFA Nations League 2020-2021 - 1º turno                                | -                                                                       |                                                                         |
| 14-10-2020                                                              | Oslo                                                                    | Norvegia                                                                | 1 – 0                                                                   | Irlanda del Nord                                                        | UEFA Nations League 2020-2021 - 1º turno                                | -                                                                       |                                                                         |
| 27-3-2021                                                               | Malaga                                                                  | Norvegia                                                                | 0 – 3                                                                   | Turchia                                                                 | Qual. Mondiali 2022                                                     | -                                                                       |                                                                         |
| 30-3-2021                                                               | Podgorica                                                               | Montenegro                                                              | 0 – 1                                                                   | Norvegia                                                                | Qual. Mondiali 2022                                                     | -                                                                       |                                                                         |
| 2-6-2021                                                                | Malaga                                                                  | Norvegia                                                                | 1 – 0                                                                   | Lussemburgo                                                             | Amichevole                                                              | -                                                                       | 72’                                                                     |
| 6-6-2021                                                                | Malaga                                                                  | Norvegia                                                                | 1 – 2                                                                   | Grecia                                                                  | Amichevole                                                              | -                                                                       | 88’                                                                     |
| 4-9-2021                                                                | Riga                                                                    | Lettonia                                                                | 0 – 2                                                                   | Norvegia                                                                | Qual. Mondiali 2022                                                     | -                                                                       |                                                                         |
| 7-9-2021                                                                | Oslo                                                                    | Norvegia                                                                | 5 – 1                                                                   | Gibilterra                                                              | Qual. Mondiali 2022                                                     | -                                                                       |                                                                         |
| 29-3-2022                                                               | Oslo                                                                    | Norvegia                                                                | 9 – 0                                                                   | Armenia                                                                 | Amichevole                                                              | -                                                                       |                                                                         |
| 27-9-2022                                                               | Oslo                                                                    | Norvegia                                                                | 0 – 2                                                                   | Serbia                                                                  | UEFA Nations League 2022-2023 - 1º turno                                | -                                                                       | 57’                                                                     |
| 7-9-2023                                                                | Oslo                                                                    | Norvegia                                                                | 6 – 0                                                                   | Giordania                                                               | Amichevole                                                              | 1                                                                       |                                                                         |
| 12-9-2023                                                               | Oslo                                                                    | Norvegia                                                                | 2 – 1                                                                   | Georgia                                                                 | Qual. Euro 2024                                                         | -                                                                       |                                                                         |
| 12-10-2023                                                              | Larnaca                                                                 | Cipro                                                                   | 0 – 4                                                                   | Norvegia                                                                | Qual. Euro 2024                                                         | -                                                                       |                                                                         |
| 15-10-2023                                                              | Oslo                                                                    | Norvegia                                                                | 0 – 1                                                                   | Spagna                                                                  | Qual. Euro 2024                                                         | -                                                                       | 77’                                                                     |
| 16-11-2023                                                              | Oslo                                                                    | Norvegia                                                                | 2 – 0                                                                   | Fær Øer                                                                 | Amichevole                                                              | -                                                                       |                                                                         |
| 19-11-2023                                                              | Glasgow                                                                 | Scozia                                                                  | 3 – 3                                                                   | Norvegia                                                                | Qual. Euro 2024                                                         | -                                                                       | 10’                                                                     |
| 22-3-2024                                                               | Oslo                                                                    | Norvegia                                                                | 1 – 2                                                                   | Rep. Ceca                                                               | Amichevole                                                              | -                                                                       |                                                                         |
| 26-3-2024                                                               | Oslo                                                                    | Norvegia                                                                | 1 – 1                                                                   | Slovacchia                                                              | Amichevole                                                              | -                                                                       |                                                                         |
| 5-6-2024                                                                | Oslo                                                                    | Norvegia                                                                | 3 – 0                                                                   | Kosovo                                                                  | Amichevole                                                              | -                                                                       | 83’                                                                     |
| 8-6-2024                                                                | Brøndbyvester                                                           | Danimarca                                                               | 3 – 1                                                                   | Norvegia                                                                | Amichevole                                                              | -                                                                       |                                                                         |
| 10-10-2024                                                              | Oslo                                                                    | Norvegia                                                                | 3 – 0                                                                   | Slovenia                                                                | UEFA Nations League 2024-2025 - 1º turno                                | -                                                                       |                                                                         |
| 13-10-2024                                                              | Linz                                                                    | Austria                                                                 | 5 – 1                                                                   | Norvegia                                                                | UEFA Nations League 2024-2025 - 1º turno                                | -                                                                       |                                                                         |
| 22-3-2025                                                               | Chișinău                                                                | Moldavia                                                                | 0 – 5                                                                   | Norvegia                                                                | Qual. Mondiali 2026                                                     | -                                                                       | 86’                                                                     |
| 25-3-2025                                                               | Debrecen                                                                | Israele                                                                 | 2 – 4                                                                   | Norvegia                                                                | Qual. Mondiali 2026                                                     | 1                                                                       |                                                                         |
| 6-6-2025                                                                | Oslo                                                                    | Norvegia                                                                | 3 – 0                                                                   | Italia                                                                  | Qual. Mondiali 2026                                                     | -                                                                       |                                                                         |
| 9-6-2025                                                                | Tallinn                                                                 | Estonia                                                                 | 0 – 1                                                                   | Norvegia                                                                | Qual. Mondiali 2026                                                     | -                                                                       |                                                                         |
| Totale                                                                  |                                                                         | Presenze                                                                | 43                                                                      |                                                                         | Reti                                                                    | 2                                                                       |                                                                         |

## Palmarès

### Club

#### Competizioni nazionali
- Coppa di Lega scozzese: 3

Celtic: 2017-2018, 2018-2019, 2019-2020
- Campionato scozzese: 3

Celtic: 2017-2018, 2018-2019, 2019-2020
- Coppa di Scozia: 3

Celtic: 2017-2018, 2018-2019, 2019-2020